# ستيف فيلتون
ستيف فيلتون (بالإنجليزية: Steve Felton)‏ هو طبال أمريكي، ولد في 6 ديسمبر 1969 في كليفلاند في الولايات المتحدة.

## وصلات خارجية
- ستيف فيلتون على موقع ميوزك برينز (الإنجليزية)
- ستيف فيلتون على موقع ديسكوغز (الإنجليزية)
- ستيف فيلتون على موقع ديسكوغز (الإنجليزية)